# Booker (Texas)
Booker è un centro abitato degli Stati Uniti d'America situato nella contea di Lipscomb e nella contea di Ochiltree dello Stato del Texas.
La popolazione era di 1.516 persone al censimento del 2010.

## Geografia fisica
Booker è situata a 36°27′14″N 100°32′17″W (36.453926, -100.538125). È incorporata in Lipscomb County, e la maggior parte del suo territorio si trova in questa contea, solo una piccola parte si estende in Ochiltree County.
Secondo lo United States Census Bureau, ha un'area totale di 1,0 miglia quadrate (2.7 km²).

## Società

### Evoluzione demografica
Secondo il censimento del 2000, c'erano 1.315 persone, 455 nuclei familiari e 342 famiglie residenti nella città. La densità di popolazione era di 1.260,3 persone per miglio quadrato (488,2/km²). C'erano 541 unità abitative a una densità media di 518,5 per miglio quadrato (200,8/km²). La composizione etnica della città era formata dal 71,48% di bianchi, lo 0,46% di afroamericani, lo 0,76% di nativi americani, lo 0,15% di asiatici, il 24,56% di altre razze, e il 2,59% di due o più etnie. Ispanici o latinos di qualunque razza erano il 38,71% della popolazione.
C'erano 455 nuclei familiari di cui il 43,3% aveva figli di età inferiore ai 18 anni, il 63,7% aveva coppie sposate conviventi, l'8,4% aveva un capofamiglia femmina senza marito, e il 24,8% erano non-famiglie. Il 23,1% di tutti i nuclei familiari erano individuali e l'11,0% aveva componenti con un'età di 65 anni o più che vivevano da soli. Il numero di componenti medio di un nucleo familiare era di 2,79 e quello di una famiglia era di 3,29.
La popolazione era composta dal 31,6% di persone sotto i 18 anni, l'8,2% di persone dai 18 ai 24 anni, il 28,8% di persone dai 25 ai 44 anni, il 16,8% di persone dai 45 ai 64 anni, e il 14,5% di persone di 65 anni o più. L'età media era di 33 anni. Per ogni 100 femmine c'erano 94,2 maschi. Per ogni 100 femmine dai 18 anni in giù, c'erano 90,5 maschi.
Il reddito medio di un nucleo familiare era di 31.696 dollari e quello di una famiglia era di 39.904 dollari. I maschi avevano un reddito medio di 28.125 dollari contro i 20.677 dollari delle femmine. Il reddito pro capite era di 13.620 dollari. Circa il 15,8% delle famiglie e il 20,5% della popolazione erano sotto la soglia di povertà, incluso il 27,4% di persone sotto i 18 anni e l'8,3% di persone di 65 anni o più.